# Siegfried Hildebrand

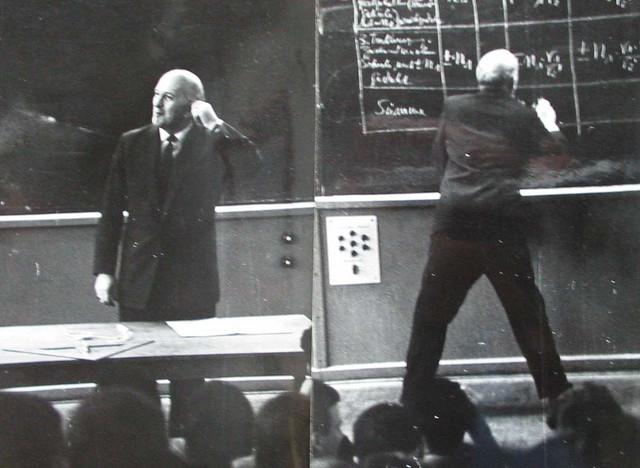
Siegfried Hildebrand 1968

Siegfried Hildebrand (* 30. Juni 1904 in Dresden; † 12. August 1991 ebenda) war Professor  an der Technischen Universität Dresden.
Er gilt als einer der Begründer der modernen Feingerätetechnik. Sein besonderes Verdienst war die Zusammenführung der traditionellen Feinmechanik mit der sich stürmisch entwickelnden Elektronik am von ihm 1953 gegründeten Institut für elektrischen und mechanischen Feingerätebau an der Fakultät Elektrotechnik der damaligen Technischen Hochschule in Dresden.

## Leben
Siegfried Hildebrand studierte Feinwerktechnik an der Technischen Hochschule Dresden. Nach dem Erwerb des Diploms im Jahr 1931 war er hier Privatassistent auf dem Lehrgebiet Feinmechanik bei Werner Kniehahn. 1934 übernahm er die Aufgaben eines Entwicklungsingenieurs bei der Siemens & Halske AG Berlin und wechselte dann zur Firma Seidel & Naumann in Dresden, bei der er nach kurzer Einarbeitungszeit bis 1946 als Chefkonstrukteur wirkte. Von 1940 bis 1944 war er nebenamtlich als Dozent an der ehemaligen Ingenieurschule Dresden tätig. In den folgenden Jahren erhielt er verschiedene Lehraufträge, unter anderem  an der Technischen Hochschule Dresden.
1950 promovierte er an der TU Berlin (Charlottenburg) bei Hermann Alt auf dem Gebiet der Schreibmaschinenantriebe und wirkte dann von 1952 bis zur Emeritierung im Jahr 1968 als Professor für Feingerätebau an der TU Dresden. Sein Institut für elektrischen und mechanischen Feingerätebau entwickelte sich schon bald zu einer international anerkannten Ausbildungsstätte für eine sehr große Anzahl von Diplomingenieuren und zu einer wissenschaftlichen Schule der Feinwerktechnik, in die er auch die Elektronik-Technologie integrierte. Mehrere seiner Schüler wie Heinz Töpfer u. a. wurden selbst Hochschullehrer und entwickelten das von ihm begründete Wissenschaftsgebiet weiter.